# Soongs Vermächtnis
Soongs Vermächtnis (Originaltitel: Inheritance) ist die zehnte Folge der siebenten Staffel der US-amerikanischen Science-Fiction-Fernsehserie Raumschiff Enterprise – Das nächste Jahrhundert. Sie wurde in den Vereinigten Staaten über Syndication vermarktet und erstmals am 22. November 1993 auf verschiedenen Fernsehsendern ausgestrahlt. In Deutschland war sie zum ersten Mal am 6. Juli 1994 in einer synchronisierten Fassung auf Sat.1 zu sehen.

## Handlung
Im Jahr 2370 bei Sternzeit 47410.2 fliegt die Enterprise zum Planeten Atrea IV, dessen Kern sich abkühlt, wodurch die Oberfläche in einigen Monaten unbewohnbar zu werden droht. Der Atreaner Pran Tainer und seine menschliche Frau Julianna Tainer kommen an Bord, um die Situation zu besprechen. Chefingenieur Geordi La Forge empfiehlt eine Prozedur, um den Kern wieder zu verflüssigen. Nach der Besprechung bleibt Julianna Tainer noch einen Moment mit dem zweiten Offizier, dem Androiden Data, zurück. Sie möchte wissen, ob er sich an sie erinnert, aber Data weiß nicht, wovon sie redet. Sie erklärt ihm, sie war früher mit Datas Erschaffer Noonien Soong verheiratet und habe an seiner Konstruktion mitgewirkt – das mache sie praktisch zu Datas Mutter.
Data hat keine Erinnerungen an seine frühe Existenz. Als Soong die Kolonie Omicron Theta 2238 während des Angriffs eines Kristallinwesens verlassen musste, ließ er Data im deaktivierten Zustand zurück und löschte all seine bisherigen Erinnerungen. Sein Gedächtnis setzte erst wieder ein, als er von einem Rettungsteam der Sternenflotte gefunden und aktiviert wurde. Tainer möchte seine Gedächtnislücken füllen und erzählt einige Details aus ihrer Vergangenheit. Sie und Soong waren gezwungen gewesen, Data auf Omicron Theta zurückzulassen, denn in ihrem Shuttle war nur Platz für zwei Personen. Data ist etwas skeptisch, denn in den Aufzeichnungen der Kolonisten wird keine Julianna Soong erwähnt. Sie erklärt dies damit, dass sie dort nur unter ihrem Geburtsnamen O’Donnell auftaucht. Sie hatte Soong heimlich geheiratet, da ihre Mutter die Beziehung nicht billigte. Aber auch Soong selbst hatte sie nicht erwähnt, als er und Data sich vor drei Jahren getroffen haben. Tainer ist zunächst froh, dass Data die Gelegenheit hatte, seinen Vater kennenzulernen, dann aber schockiert, als sie erfährt, dass Soong nicht mehr lebt. Sie gesteht Data, dass sie Soong verlassen hat, als sie den Eindruck bekam, dass ihm seine Arbeit wichtiger war als seine Frau. Sie würde nun gern mehr Zeit mit Data verbringen, doch der will zunächst ihre Angaben überprüfen.
Data hat damit nur teilweise Erfolg, entschließt sich aber dennoch, seine mögliche Mutter besser kennenzulernen. Sie offenbart ihm weitere Details aus seiner Kindheit, etwa dass er anfänglich keinen Sinn für Höflichkeit hatte und dass er nackt herumlief, bis ihm Schamgefühl einprogrammiert wurde. Die Enterprise hat inzwischen die richtige Position erreicht und in einigen Stunden kann mit der Wiederverflüssigung des Planetenkerns begonnen werden. In der Zwischenzeit lädt Data Julianna Tainer in sein Quartier ein und spielt ihr auf der Violine ein Musikstück von Händel vor. Sie bietet an, ihn bei einem bevorstehenden Konzert auf der Viola zu begleiten. Durch ein Gemälde in Datas Quartier erfährt sie, dass er vor vier Jahren eine Tochter namens Lal konstruiert hatte, die aber nicht lange gelebt hat. Tainer spricht daraufhin die Schwierigkeiten an, die sie und Soong zunächst bei der Entwicklung von Androiden hatten. Die ersten drei Prototypen waren Fehlschläge. Danach kam Datas Bruder Lore, der sich aber als böse und grausam erwies. Sie gesteht Data, dass sie ihm zuvor nicht die Wahrheit gesagt hat: In ihrem Shuttle wäre eigentlich noch Platz gewesen, doch sie hatte ihn absichtlich auf Omicron Theta zurückgelassen, aus Angst, dass er eines Tages auch so werden könnte wie Lore. Wegen ihres Schuldgefühls hatte sie danach nie versucht, Kontakt mit Data aufzunehmen.
Mit einem modifizierten Phaserstrahl wird der Planet Atrea IV angebohrt. Plötzlich trifft der Strahl auf ein unerwartetes Hindernis und eine Rückkopplung erschüttert die Enterprise. Mit einer erstaunlichen Geschwindigkeit gelingt es Julianna Tainer, die Frequenz des Strahls so zu ändern, dass die Rückkopplung aufhört. Sie hält es für reines Glück, doch Data wird erneut misstrauisch. Anschließend arbeiten die beiden zusammen mit Pran Tainer unter der Planetenoberfläche in einer Magmakammer. Data ist neugierig, ob seine Mutter ihn auch auf Omicron Theta zurückgelassen hätte, wenn er ihr biologisches Kind gewesen wäre. Sie versichert ihm, dass sie und Soong ihn und all seine Vorgänger genauso geliebt haben, als wären sie menschliche Kinder. Am Abend geben Data und Julianna Tainer ihr geplantes Konzert. Dabei bemerkt Data einige Auffälligkeiten. Gleich im Anschluss begibt er sich auf die Krankenstation und fragt Schiffsärztin Beverly Crusher nach Tainers medizinischen Aufzeichnungen. Sie kann nichts ungewöhnliches finden, doch Data ist sich sicher, dass Julianna Tainer nicht die ist, die sie vorgibt zu sein.
Plötzlich erreicht ihn die Nachricht, dass es einen Höhleneinsturz gab. Pran Tainer wurde verletzt, als er unter der Oberfläche ein Gerät für die Verflüssigung des Kerns installierte. Es bleiben nur noch wenige Stunden, bis die Höhle vollständig einstürzt. Data und Julianna Tainer setzen die Arbeit daher fort. Es gelingt ihnen, das Gerät zu aktivieren, doch in der Zwischenzeit gab es weitere seismische Aktivitäten und der einzige sichere Punkt, um wieder auf die Enterprise zu beamen, liegt jetzt am Fuß eines steilen Abhangs. Tainer hält den Abhang für viel zu tief, doch ihnen bleibt keine Wahl als zu springen und Data versichert ihr, dass ihr nichts passieren wird. Unten angekommen verliert Tainer das Bewusstsein. Sie hat einen Arm verloren, doch sein Inneres besteht nicht aus Fleisch und Blut, sondern aus Schaltkreisen.
Zurück auf der Enterprise wird sie sofort von Crusher und La Forge untersucht. Sie stellen fest, dass Tainer ein Android vom gleichen Typ wie Data ist. Sie ist allerdings deutlich fortschrittlicher und in der Lage, menschliche Lebenszeichen vorzutäuschen. Data sieht seine Vermutungen bestätigt. Während der Rückkopplung hatte er bemerkt, dass sie komplexe Berechnungen ohne die Hilfe des Computers durchführen kann. Ihr Blinzeln entspricht wie seines der Fourierreihe, wodurch der Eindruck von Zufälligkeit erweckt wird. Zudem war ihr Violinenspiel beim Konzert exakt dem in der vorherigen Probe ohne jegliche Abweichung. Data, La Forge und Crusher finden allerdings keine Ursache für Tainers plötzliche Bewusstlosigkeit. Schließlich stößt La Forge auf einen Informationschip mit einer holografischen Aufzeichnung. Data verbindet ihn mit dem Holodeck und sieht sich nun einem Hologramm von Noonien Soong gegenüber. Soong bestätigt, dass er mit Julianna Tainer verheiratet war, doch sie wurde bei dem Angriff auf Omicron Theta schwer verletzt und fiel in ein Koma. Als Soong begriff, dass sie nicht wieder erwachen würde, erschuf er einen neuen Androidenkörper und entwickelte eine Methode, um ihr Bewusstsein in diesen zu übertragen. Leider verließ sie ihn nach einer Weile, wie es wohl auch die echte Julianna irgendwann getan hätte. Soong hatte ihren neuen Körper so programmiert, dass sie immer noch glaubte, sie sei ein Mensch. Sollte sie je die Wahrheit herausfinden, würde sie sich automatisch abschalten. Soong erklärt, sie würde ihr Bewusstsein wiedererlangen, sobald der Informationschip wieder eingesetzt wird. Er bittet Data aber darum, Julianna weiter im Glauben zu lassen, sie sei ein Mensch. Da sie altert, wird sie irgendwann nach einem langen Leben sterben.
Data steht vor einer schwierigen Entscheidung. Nach einer gründlichen Beratung mit seinen Kollegen entscheidet er sich schließlich, Soongs Wunsch zu respektieren. Als Tainer erwacht, erzählt er ihr, sie habe sich beim Sprung vom Abhang den Arm gebrochen, aber Dr. Crusher habe ihn „reparieren“ können. Nachdem die Mission der Enterprise abgeschlossen ist, verabschieden sich Data und Tainer voneinander. Sie lädt ihn ein, sie bald zu besuchen. Data offenbart, dass Soong ihm anvertraut hat, dass er in seinem Leben nur eine Frau wirklich geliebt hat. Data ist sich sicher, dass sie damit gemeint war.

## Verbindungen zu anderen Star-Trek-Produktionen
Soongs Vermächtnis nimmt Bezug auf mehrere frühere Folgen von Raumschiff Enterprise – Das nächste Jahrhundert:
- Das Kristallinwesen, das die Kolonie auf Omicron Theta zerstörte, war in den Folgen 1.13 (Das Duplikat) und 5.04 (Das Recht auf Leben) zu sehen gewesen.
- Auch Datas Bruder Lore wird thematisiert, der erstmals in Das Duplikat und danach noch in Folge 4.03 (Die ungleichen Brüder) und der Doppelfolge 6.26/7.01 (Angriff der Borg) zu sehen war.
- Dass Data einen Sprung aus großer Höhe unbeschadet überstehen kann, wurde bereits in Folge 1.21 (Die Waffenhändler) etabliert.
- Data berichtet Julianna Tainer von seiner Tochter Lal, die er in Folge 3.16 (Datas Nachkomme) erschaffen hatte.
- Data berichtet weiterhin von Noonien Soongs Tod in Die ungleichen Brüder.

Einige Elemente aus dieser Folge wurden in späteren Star-Trek-Produktionen wieder aufgegriffen:
- Datas Gemälde von Lal ist im Spielfilm Star Trek: Treffen der Generationen erneut zu sehen.
- Datas hier erstmals gezeigtes Gemälde seiner Katze Spot ist in Star Trek: Treffen der Generationen und in Folge 2.02 (Kayshon, seine Augen offen) der animierten Serie Star Trek: Lower Decks aus dem Jahr 2021 erneut zu sehen.
- Julianna Tainer erzählt Data in dieser Folge, dass Noonien Soong vor ihm und Lore noch drei weitere Androiden-Prototypen gebaut hatte. Im Spielfilm Star Trek: Nemesis von 2002 trifft Data auf einen von ihnen, der den Namen B-4 trägt.
- Noonien Soongs Methode, um Julianna Tainers Bewusstsein in einen Androiden-Körper zu übertragen, wird in der ersten Staffel der Serie Star Trek: Picard aus dem Jahr 2020 von seinem Sohn Altan Inigo Soong weiterentwickelt. Dort gelingt die Übertragung des Bewusstseins des sterbenden Jean-Luc Picard in einen sogenannten Golem-Körper.

## Produktion

### Darsteller
Fionnula Flanagan, Darstellerin von Julianna Tainer, hatte zuvor bereits Enina Tandro in Folge 1.08 (Der Fall “Dax”) von Star Trek: Deep Space Nine gespielt. Sie spielte später noch Botschafterin V’Lar in Folge 1.23 (Gefallene Heldin) von Star Trek: Enterprise.

### Musik
Bei dem Musikstück, das Data und Julianna Tainer spielen, handelt es sich um Johan Halvorsens Passacaglia für Violine und Viola über ein Thema von Händel aus dem Jahr 1893.

### Effekte
Für die Darstellung der Ansicht von Atrea IV aus dem Weltraum wurde eine Satellitenaufnahme des Persischen Golfs verwendet, auf der der Inselstaat Bahrain sowie Teile von Katar und Saudi-Arabien zu sehen sind. In der Remastered Version der Folge wurde diese Ansicht etwas überarbeitet und verfremdet.

## Rezeption
Keith DeCandido bewertete Soongs Vermächtnis 2013 auf tor.com als eine leicht unterdurchschnittliche Folge von Raumschiff Enterprise – Das nächste Jahrhundert. Er fand, die Rahmenhandlung sei ein bereits oft gesehenes Standardproblem und die Geschichte bestünde hauptsächlich aus Leuten, die herumsitzen und von alten Zeiten erzählen. Auch kritisierte er, dass mit der Figur Pran Tainer letztlich nichts gemacht wurde. DeCandido fand allerdings auch, dass die Einführung von Julianna Tainer erstaunlich gut funktioniert, obwohl es in früheren Folgen nie einen Hinweis darauf gegeben hatte, dass Noonien Soong verheiratet war. Positiv hob er auch die exzellente Schauspielleistung insbesondere von Brent Spiner und Fionnula Flanaghan, aber auch von Patrick Stewart, Marina Sirtis und Gates McFadden hervor.